# Acriopsis indica
Acriopsis indica är en orkidéart som beskrevs av Charles Wright. Acriopsis indica ingår i släktet Acriopsis och familjen orkidéer. Inga underarter finns listade i Catalogue of Life.